# Luci Octavi (cònsol)
Luci Octavi (en llatí Lucius Octavius CN. F. CN. N.) va ser un magistrat romà del segle i aC. Era fill de Gneu Octavi, cònsol l'any 87 aC. Formava part de la gens Octàvia, una antiga família romana d'origen plebeu.
Va ser elegit cònsol l'any 75 aC junt amb Gai Aureli Cotta. El cònsol de l'any anterior, Gneu Octavi, era probablement cosí seu. Va morir l'any 74 aC mentre era procònsol a Cilícia i el va substituir en el govern d'aquesta província Luci Licini Lucul·le. Alguns autors confonen aquest Luci Octavi amb Luci Octavi Balb, el jurista.